# Рожден ден на Буда
Рожденият ден на Буда (на кит.: 佛誕; на кор.: 부처님 오신 날; на виет.: Lễ Phật đản) е общонароден празник за страните от Далечния изток.
Рождението на Гаутама Буда е официален празник в Хонконг, Макао и Южна Корея.
Той е подвижен за Григорианския календар, тъй като се чества в 8-ия ден на 4-тия месец на Китайския лунен календар.
За периода 2003 – 2012 г. Рожденият ден на Буда се чества на следните дати:
- 8 май 2003 г.
- 26 май 2004 г.
- 15 май 2005 г.
- 5 май 2006 г.
- 24 май 2007 г.
- 12 май 2008 г.
- 2 май 2009 г.
- 21 май 2010 г.
- 10 май 2011 г.
- 28 май 2012 г.

В Япония Рожденият ден на Буда е на постоянната дата 8 април, не е официален празник и е повече известен като Фестивал на цветята.
В Тайланд, Виетнам и Сингапур Рожденият ден на Буда е общонароден празник. В тези държави денят се чества на 15-ия ден от 4-тия месец на Китайския календар, т.е. 7 дни по-късно, и също е подвижен празник.